# Jud Kinberg
Jud Kinberg (né le 7 juillet 1925 à New York et mort le 2 novembre 2016 dans la même ville) est un producteur et scénariste américain.

## Filmographie sélective
Producteur
- 1954 : La Tour des ambitieux (Executive Suite) de Robert Wise
- 1954 : Les Fils de Mademoiselle (Her Twelve Men)
- 1955 : La Toile d'araignée (The Cobweb)  de Vincente Minnelli
- 1955 : Les Contrebandiers de Moonfleet (Moonfleet) de Fritz Lang
- 1956 : La Vie passionnée de Vincent van Gogh (Lust for life) de Vincente Minnelli
- 1965 : L'Obsédé (The Collector) de William Wyler
- 1968 : Jeux pervers (The Magus) de Guy Green
- 1973 : L'Impossible objet (Story of a Love Story) de John Frankenheimer

Scénariste
Cinéma
- 1963 : Siege of the Saxons
- 1964 : À l'est du Soudan (East of Sudan) de Nathan Juran

Télévision
- 1981 : The Million Dollar Face
- 1988 : Un autre monde (A Stoning in Fulham County)
- 1992 : In the Best Interest of the Children
- 1992 : Disparitions sanglantes (To Catch a Killer)